# Голдстоун, Джеффри
Джеффри Голдстоун (род. 1933) — британский физик-теоретик. Член Лондонского королевского общества (1977).

## Биография
До 1977 года работал в Кембриджском университете. С 1977 года — профессор Массачусетского технологического института.
Работы по квантовой теории поля, теории элементарных частиц, математической физике. Разработал модификации диаграмм Фейнмана для нерелятивистских многофермионных систем, которые сейчас называют диаграммами Голдстоуна.
В 1961 году выдвинул идею спонтанного нарушения симметрии, ввел гипотетическую безмассовую частицу (голдстоуновский бозон). В 1961 году сформулировал теорему, важную для определения типа нарушения симметрии (теорема Голдстоуна), в 1962 году дал независимо от А. Салама и С. Вайнберга её общее математическое доказательство.